# Lola Peche
María Dolores Peche Andrade fue una poetisa nacida en Algeciras el 1 de abril de 1918 y fallecida en la misma ciudad en 1989.
Lola Peche se interesó desde muy joven por la poesía, así, a la edad de siete años ve publicada en una revista de su ciudad natal, El Duende, una crónica sobre la fiesta del Corpus con el título de Intuición humana, a pesar de su edad son varios los periódicos que en adelante publican poemas suyos, entre ellos La Prensa o El Noticiero.
Pero es a partir de que empiece sus estudios de Bachillerato cuando sus escritos destacan con un estilo propio, de ese modo participa en la revista Minerva aún en Algeciras y en el Diario de Cádiz mientras cursa Magisterio en esta ciudad. Con posteriridad publicará en Adalid Seráfico publicado en Sevilla, en la revista Caridad y Carteya, publicadas en Madrid, en los diarios Área, Sur de Málaga, Sol de España todos ellos de la Costa del Sol, o en Trébede de Bilbao.

## Obra poética
- Versos de Ayer y Hoy 1976.
- Viento del Sur 1977.
- Tiempo Sentimental 1978.
- Cien Poemas de Algeciras 1979.
- Bajo el Cielo de mi Pueblo 1984